# バレーボールネパール男子代表
バレーボールネパール男子代表は、バレーボールの国際大会で編成されるネパールの男子バレーボールナショナルチームである。

## 歴史
1980年に国際バレーボール連盟へ加盟。アジア選手権は初出場の1983年アジア選手権、第5回大会の1989年アジア選手権の2回のみで、20年以上出場から遠ざかっている。世界選手権大陸予選にも出場していないため、FIVBランキングはランク外である。

## 過去の成績

### オリンピックの成績
- 出場なし

### 世界選手権の成績
- 出場なし

### アジア選手権の成績
- 1983年 - 11位
- 1989年 - 18位